# Another Brick in the Wall
Another Brick in the Wall er titlen på tre sange, der er variationer over samme grundlæggende tema, på Pink Floyds rockopera fra 1979, The Wall, med henholdsvis Part I (arbejdstitel: Reminiscing), Part II (arbejdstitel: Education) og Part III (arbejdstitel: Drugs), alle skrevet af Pink Floyds bassist, Roger Waters. Det er blevet en af Pink Floyds mest kendte sange.
Sangenes ikoniske guitar riff optræder som en tilbagevendende melodi, ikke kun i de tre "Another Brick" sange, men også i andre sange fra The Wall, mest prominent i "Hey You" og "The Trial".

## Plot
Lige som de øvrige sange på The Wall, fortæller hver udgave af Another Brick in the Walls en delen af historien om rockstjernen Pink.

### Part I
Pink er nu et barn i førskole-alderen, og han indser, at hans far er død. Pink, sønderknust over denne opdagelse, begynder at bygge sin mur. 

### Part II
Efter at have været blevet latterliggjort af sin lærer fantaserer Pink om at begå oprør sammen med de andre elever.

### Part III
I raseri over sin kones utroskab beslutter Pink sig for at gøre sin mur færdig.
| Musik | Spire Denne musikartikel er en spire som bør udbygges. Du er velkommen til at hjælpe Wikipedia ved at udvide den. |